# Нарвинский автодорожный тоннель
Нарвинский автодорожный тоннель — тоннель на участке автомобильной трассы А189 на территории Хасанского района Приморского края.

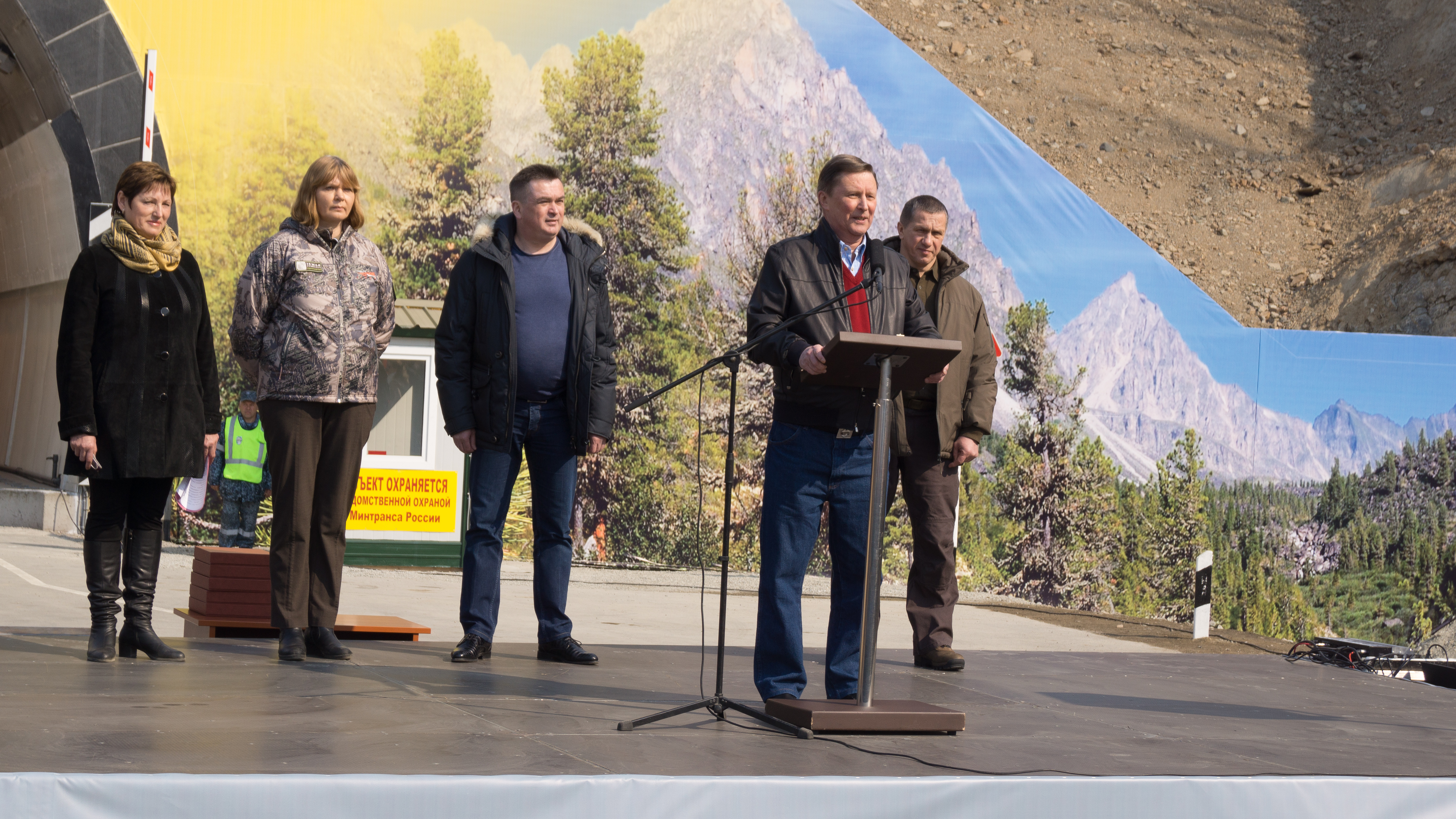
Открытие Нарвинского автодорожного тоннеля 26 марта 2016 года (справа налево — Юрий Трутнев, Сергей Иванов, Владимир Миклушевский, руководитель национального парка «Земля леопарда» Татьяна Барановская и представитель «Примавтодор»)

Тоннель построен закрытым способом. Длина тоннеля 565 метров, высота — 5, ширина — 9,25 метра. Прорезает невысокий (около 400 м) Нарвинский перевал Сухореченского хребта, разделяющего долины рек Нарва и Барабашевка. Планировалось ввести в эксплуатацию осенью 2014 года, фактически тоннель был открыт 26 марта 2016 года. Стоимость строительства составила 1,8 млрд рублей.
Целью постройки тоннеля было желание властей ограничить воздействие на поверхностную флору и фауну Приморья. К западу от тоннеля расположен заказник Леопардовый, к востоку — заповедник Кедровая Падь. Главная цель строительства тоннеля — это минимизировать нарушение миграционных путей дальневосточного леопарда.